# XIIIe législature du Parlement basque
La XIIIe législature du Parlement basque est un cycle parlementaire du Parlement basque, d'une durée initiale de quatre ans, ouvert le 14 mai 2024 à la suite des élections du 21 avril précédent.

## Bureau du Parlement
| Poste                    | Titulaire             | Parti | Parti    | Circonscription |
| ------------------------ | --------------------- | ----- | -------- | --------------- |
| Présidente               | Bakartxo Tejeria      |       | PNV      | Guipuscoa       |
| Première vice-présidente | Susana Corcuera       |       | PSE-EE   | Guipuscoa       |
| Seconde vice-présidente  | Eva Blanco            |       | EH Bildu | Alava           |
| Premier secrétaire       | Jon Aiartza           |       | PNV      | Biscaye         |
| Seconde secrétaire       | Eraitz Saez de Egilaz |       | EH Bildu | Guipuscoa       |

## Groupes parlementaires
| Nom | Nom                                                                         | Nom                                                                         | Début | Fin            | Porte-parole     |
| --- | --------------------------------------------------------------------------- | --------------------------------------------------------------------------- | ----- | -------------- | ---------------- |
|     | Groupe nationaliste basque Euzko Abertzaleak - Nacionalistas Vascos (EA-NV) | Groupe nationaliste basque Euzko Abertzaleak - Nacionalistas Vascos (EA-NV) | 27    |                | Joseba Díez      |
|     | Groupe Euskal Herria Bildu                                                  | Groupe Euskal Herria Bildu                                                  | 27    |                | Pello Otxandiano |
|     | Groupe socialiste basque Socialistas Vascos - Euskal Sozialistak (SV-ES)    | Groupe socialiste basque Socialistas Vascos - Euskal Sozialistak (SV-ES)    | 12    |                | Eneko Andueza    |
|     | Groupe populaire basque Popular Vasco - Euskal Talde Popularra (PV-ETP)     | Groupe populaire basque Popular Vasco - Euskal Talde Popularra (PV-ETP)     | 7     |                | Laura Garrido    |
|     | Groupe mixte                                                                | Groupe mixte                                                                | 2     |                | -                |
|     |                                                                             |                                                                             |       |                |                  |
|     | Sumar (IU)                                                                  | 1                                                                           |       | Jon Hernández  |                  |
|     | VOX                                                                         | 1                                                                           |       | Amaya Martínez |                  |

## Gouvernement et opposition
La présidente du Parlement Bakartxo Tejeria informe le bureau que la séance d'investiture du lehendakari se tiendra le 20 juin 2024 et que sa prise de fonction lors d'une cérémonie de prestation de serment sous l'arbre de Guernica se déroulera deux jours plus tard.
Le 20 juin, Imanol Pradales et Pello Otxiandano soumettent tous deux leur candidature à la présidence du gouvernement autonome devant le Parlement. Après une journée de débat, Imanol Pradales est élu par 39 voix favorables, tandis que Pello Otxiandano en recueille 27.
| Date                                    | Candidats                   | Vote       |     |          |        |    |       |     | Résultat |
| Date                                    | Candidats                   | Vote       | PNV | EH Bildu | PSE-EE | PP | Sumar | Vox | Résultat |
| 20 juin 2024 (majorité absolue requise) | Imanol Pradales (PNV)       | Oui        | 27  |          | 12     |    |       |     | 39 / 75  |
| 20 juin 2024 (majorité absolue requise) | Pello Otxandiano (EH Bildu) | Non        |     | 27       |        |    |       |     | 27 / 75  |
| 20 juin 2024 (majorité absolue requise) | Abstention                  | Abstention |     |          |        | 7  | 1     | 1   | 9 / 75   |

## Désignations

### Sénateurs
| Parti    | Parti | Sénateurs désignés                   | Voix | Voix |
| -------- | ----- | ------------------------------------ | ---- | ---- |
| PNV      |       | Estefanía Beltrán de Heredia Arroniz | 27   | -    |
| EH Bildu |       | Idurre Bideguren Gabantxo            | 27   | -    |
| PSOE     |       | Alfonso Gil Invernón                 | 12   | 27   |

- Désignation : 26 septembre 2024.